# Siux oglala

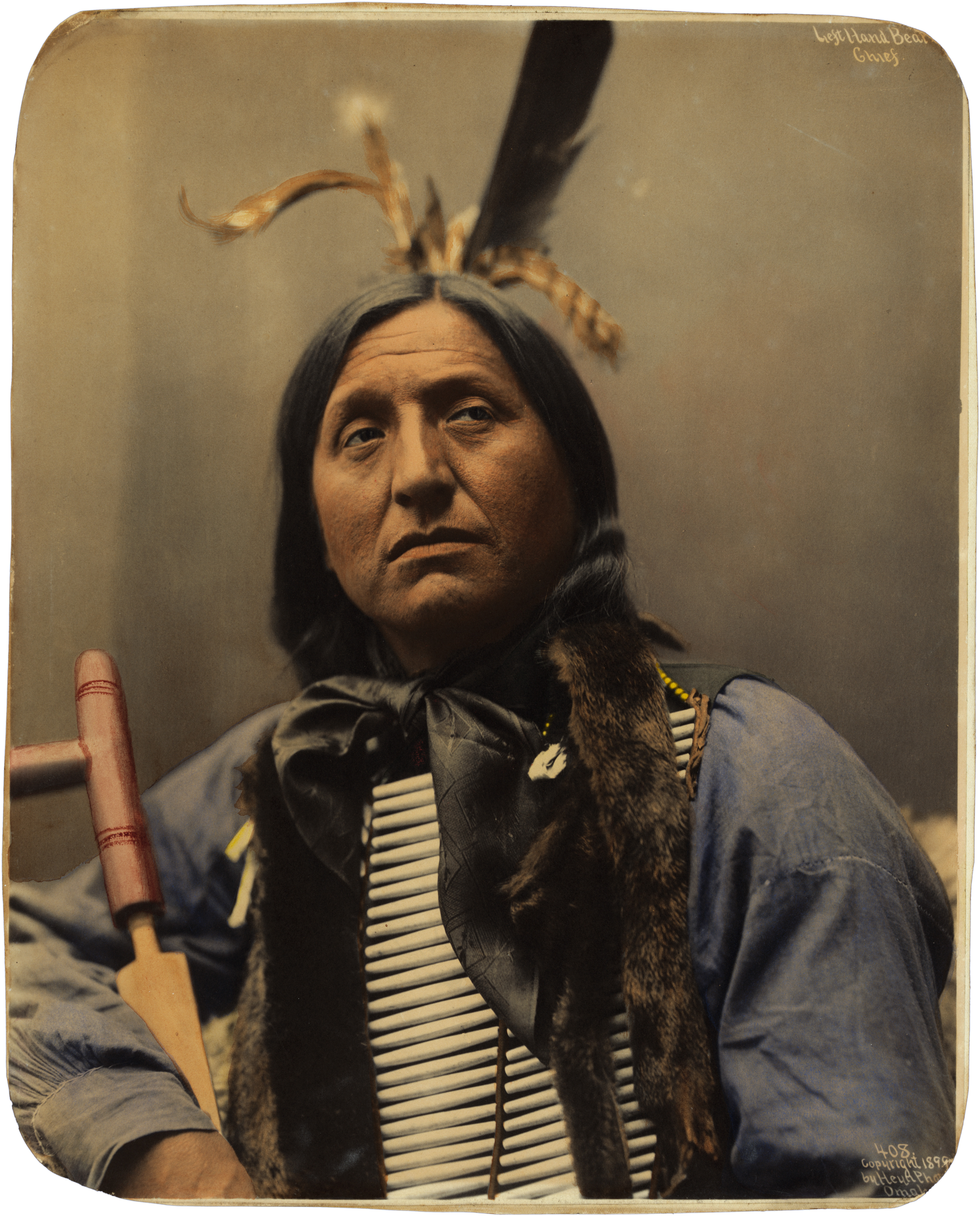
Oso de la Mano Izquierda, jefe siux oglala, fotografía de 1899 coloreada a mano.

La palabra «sioux» comprende la mayor familia lingüística de las llanuras de Norteamérica. En sentido más estricto, denomina a una tribu, que está compuesta por siete grupos políticos independientes cuyos miembros se denominan según el dialecto que utilizan de los tres existentes. 
- Tetons dialecto Lakota.
- Yanktons y Yanktonas dialecto Nakota.
- Mdewakantons, Wahpetons, Sissetons y Wahpekutes dialecto Dakota.
Los Sioux Oglala es una tribu perteneciente al grupo de los Teton-Lakotas, actualmente habitantes en su mayoría de la reserva de Pine Ridge. Población: 38.000 (1995)
Hay referencias de ellos en la Expedición de Lewis y Clark en el territorio del actual Dakota del Sur en Estados Unidos. A mediados del siglo XIX ocuparon la región del río Platte y las Colinas Negras. Al mando de Nube Roja tuvieron participación activa en los conflictos desarrollados en el territorio del río Powder.